# I Carry You with Me
I Carry You With Me (Te Llevo Conmigo) é um filme de drama méxico-estadunidense de 2020 dirigido por Heidi Ewing, e estrelado por Armando Espitia, Christian Vázquez, Michelle Rodríguez, Ángeles Cruz, Arcelia Ramírez e Michelle González.
Teve sua estreia mundial no Festival de Cinema de Sundance em 26 de janeiro de 2020.

## Elenco
- Armando Espitia como Iván
- Christian Vázquez como Gerardo
- Michelle Rodríguez como Sandra
- Ángeles Cruz como Rosa Maria
- Arcelia Ramírez como Madga
- Michelle González como Paola
- Raúl Briones como Marcos
- Pascacio López como César
- Luis Alberti como Cucusa

## Recepção
I Carry You With Me tem 95% de aprovação no Rotten Tomatoes, com base em 22 avaliações, com uma média ponderada de 7,8/10. O consenso dos críticos do site diz: "Uma notável estreia para a diretora Heidi Ewing, I Carry You With Me encontra temas universalmente ressonantes em um tempo e lugar específicos e ricamente detalhados". No Metacritic, o filme tem uma classificação de 68 em 100, com base em 6 críticas, indicando "críticas geralmente favoráveis".